# Aeshna frontalis
Aeshna frontalis är en trollsländeart som beskrevs av Navás 1936. Aeshna frontalis ingår i släktet mosaiktrollsländor, och familjen mosaiktrollsländor. Inga underarter finns listade i Catalogue of Life.